# Auf Wiedersehen, Franziska!
Auf Wiedersehen, Franziska! (Alternativtitel: Franziska) ist ein deutscher Spielfilm von Wolfgang Liebeneiner aus dem Jahr 1957. Es handelt sich um eine Neuverfilmung des gleichnamigen Helmut-Käutner-Films von 1941. In den Hauptrollen sind Ruth Leuwerik und Carlos Thompson besetzt, in tragenden Rollen Josef Meinrad, Friedrich Domin Jochen Brockmann, Nadja Regin, Gisela Trowe und Siegfried Schürenberg.

## Handlung
Passau im Mai 1957. Die junge Kunstgewerblerin Franziska lernt den Wochenschaureporter Stefan kennen und lieben. Nach einer ersten gemeinsamen Nacht muss er der Arbeit wegen für eine New Yorker Agentur verreisen und Franziska bleibt allein zurück. Stefans wegen gerät sie mit ihrem Vater in Streit, da sie seinetwegen nun auf eigenen Beinen stehen will. Sie zieht nach Berlin, wo sie ein eigenes kleines Atelier für Miniaturspielzeug eröffnet und mehr schlecht als recht über die Runden kommt. Nach einem Jahr kündigt sich Stefan bei ihr an. Sie gibt vor, ihn nicht zu lieben und frei und unabhängig zu sein, gesteht ihm am Ende aber doch ihre Liebe. Er macht ihr einen Heiratsantrag und sie willigt trotz Bedenken ein. Da er bereits am nächsten Tag wieder für einen Job das Land verlassen muss, zieht sie nach Passau zurück – in Stefans Villa, die sie innerhalb weniger Wochen herrichten will, da sie Stefan dann zurück in Passau erwartet. Zwar würde er für die geplante Hochzeit von seinem Chef drei Wochen frei bekommen, zieht jedoch am Ende einen Auftrag über die Unruhen in Gran Chaco einer Rückkehr nach Passau vor. Franziska erhält von Dr. Leitner, der ihr früher einmal einen Heiratsantrag gemacht hatte, einen Brief von Stefan mit der Aussage, er werde erst im Frühjahr oder Sommer nach Passau zurückkehren. Franziska eröffnet ihrem Vater und Dr. Leitner, von Stefan schwanger zu sein. Stefan erfährt schließlich in einer Kneipe in Südamerika, dass er Vater eines Sohnes geworden ist. Er löst seinen Vertrag und kehrt zu Franziska zurück.
Über ein Jahr versucht sich Stefan bei deutschen Wochenschaufirmen; doch er ist aus Amerika größeres Equipment und andere Arbeitsweisen gewohnt. Von fast allen Agenturen wird er nach kurzer Zeit entlassen. So meldet er sich heimlich bei seiner Agentur in New York an und will wieder als Auslandsreporter arbeiten. Franziska ahnt, was er vorhat, und lässt ihn gehen. Sie ist erneut von ihm schwanger, doch nach der Geburt der gemeinsamen Tochter wird sie depressiv. Auch die Ankündigung, dass Stefan zu Besuch kommt, baut sie nicht auf, da sie weiß, dass er bald wieder gehen wird. Bei seinem kurzen Besuch bricht ihre Verzweiflung aus ihr heraus und sie fleht ihn an, sie nicht schon wieder zu verlassen. Es kommt zum Streit.
Franziska baut sich in den nächsten zwei Jahren eine eigene Existenz als Schmuckdesignerin auf. Sie fasst den Entschluss, sich von Stefan scheiden zu lassen, da auch die Kinder unter der Abwesenheit des Vaters leiden. Sie hätten lieber Dr. Leitner zum Vater, der sie oft besucht und beschenkt und den sie Onkel nennen. Ihm eröffnet Franziska zuerst, dass sie sich von Stefan trennen will, und beauftragt einen Scheidungsanwalt mit dem Aufsetzen der Papiere.
Der Indochinakrieg ist ausgebrochen und Stefan und sein guter Freund Blacky White sind als Kriegsreporter an vorderster Front dabei. Stefan jedoch ist waghalsig, steuert sein Auto zwischen die feindlichen Linien, um bessere Bilder zu bekommen, und verschuldet damit Blackys Tod, der erschossen wird. Stefan kehrt nach Hause zurück, wo Franziskas Geschäfte inzwischen florieren. Sie hat mehrere Helferinnen eingestellt und exportiert ihren Schmuck in die ganze Welt. Sie eröffnet Stefan, dass sie sich scheiden lassen will, und er verlässt sein Haus.
Wenig später macht Franziska Coveraufnahmen für ein Magazin, wobei sie eine selbstentworfene Halskette trägt. Der Fotograf besteht darauf, dass sie zu Absprachen direkt nach Hamburg in die Redaktion der Zeitschrift fährt. Dort trifft sie Stefan wieder, der das Magazin herausgibt. Seinen früheren Job als Sensationsfotograf haben nun andere inne. Er zeigt Franziska seine karg möblierte Wohnung – beide kommen sich erneut näher und gestehen sich am Ende ihre Liebe.

## Dreharbeiten, Veröffentlichung
Auf Wiedersehen, Franziska! wurde in den Monaten April und Mai 1957 in den CCC-Studios in Berlin-Spandau und in Passau gedreht. In Käutners Verfilmung ist Stefan, der hier als Reporter von Wochenschauen vorgestellt wird, Kriegsreporter. Da der Krieg in Liebeneiners Verfilmung komplett ausgeblendet wird, änderte sich auch das Ende der Geschichte.
Die Uraufführung des Films in der Bundesrepublik Deutschland fand am 5. September 1957 statt. In Schweden wurde der Film unter dem Titel På återseende, Franziska am 1. September 1958 veröffentlicht, in Finnland unter dem Titel Näkemiin, Franziska! am 8. April 1960. In Brasilien erfolgte einer Veröffentlichung unter dem Titel Francisca, in Frankreich unter dem Titel Au revoir Franziska, Italien unter dem Titel Arrivederci Francesca und in Spanien unter dem Titel Franziska. In den USA wurde der Film 1962 veröffentlicht.

## Kritik
Das Lexikon des internationalen Films bewertete Auf Wiedersehen, Franziska! als „menschlich unglaubhafter, schwächer gespielt und konventioneller inszeniert“ als das Original von Helmut Käutner. Die Onlineausgabe kritisierte den Film als „Neuverfilmung von Käutners gleichnamiger Liebesromanze mit deutlichen darstellerischen Mängeln und ohne psychologische Plausibilität. Dadurch geht die Glaubwürdigkeit weitgehend verloren.“
Der Kritiker Falk Schwarz sah das völlig anders und schrieb, man müsse „Ruth Leuwerik einfach lieben“. Es gehe „gar nicht anders“ und weiter: „Wenn die Kamera ihr auf Schritt und Tritt durch Passau folgt, dann zeigt sie soviel Charme, soviel Selbstbewusstsein und soviel Liebesfähigkeit, dass der Thompson zurecht hingerissen ist.“ Weiter führte Schwarz aus: „Die Leuwerik ist hübsch, anziehend und fraulich charmant, ohne alle Gestelztheit, und organisiert ihr Leben sehr wohl alleine – aber da ist diese Sehnsucht nach der Nähe des Geliebten, die sehr einprägsam dargestellt wird.“ „So locker und eins mit der Rolle“ habe man „die Leuwerik selten gesehen“.
Auch auf der Seite Wunschliste.de wurden Film und Schauspieler gelobt: „Die farbenfrohe Ausstattung dieses erfreulich unkitschigen Heimatfilms passt glänzend zur Geschichte einer jungen Schmuckdesignerin, die sich aus der Enge der miefigen Provinz befreit. In den Hauptrollen überzeugen Carlos Thompson als leichtlebiger Draufgänger und die junge Ruth Leuwerik in der Rolle der leidgeprüften Franziska.“